# Mr. Do!
Mr. Do! (ミスタードゥ Misutā Du?) es un juego de arcade creado por Universal Entertainment en 1982. Similar en algunos aspectos al Dig Dug de Namco, Mr. Do! también fue popular y se lanzó en una variedad de consolas y sistemas de videojuegos caseros. Es el primer juego de la serie Mr. Do, y se lanzó como un juego independiente y como un kit de conversión (lanzado por Taito Corporation) para los gabinetes arcade existentes. Fue uno de los primeros juegos de arcade que se lanzaron como un kit de conversión y vendió 30 000 unidades en los Estados Unidos.

## Jugabilidad
El objeto del Mr. Do! es anotar tantos puntos como sea posible cavando túneles a través del suelo y recolectando cerezas. El personaje del título, el Sr. Do (un payaso de circo, a excepción de la versión japonesa original del juego, en el que él es un muñeco de nieve), es perseguido constantemente por monstruos rojos llamados creeps, y el jugador pierde una vida si el Sr. Do es atrapado por uno. El juego termina cuando se pierde la última vida.
Las cerezas se distribuyen en todo el nivel en grupos de ocho. Se otorgan 500 puntos de bonificación si el Sr. Do recoge ocho cerezas seguidas sin detenerse. Se completa un nivel cuando se eliminan todas las cerezas, se destruyen todos los creeps, se deletrea "EXTRA" o se encuentra un diamante.
El Sr. Do puede vencer a los 'creeps' golpeándolos con su "bola de poder" o lanzando grandes manzanas sobre ellos. Mientras que la bola de poder rebota por los túneles, el Sr. Do está indefenso. Si la pelota rebota en un área donde no hay escalofríos para golpear (como detrás de una manzana caída), el Sr. Do no puede usarla de nuevo hasta que la haya recuperado. Cuando la bola de poder golpea un creep, luego se reforma en las manos del Sr. Do después de un retraso que aumenta con cada uso.
El Sr. Do o los creeps pueden empujar una manzana fuera del borde de un túnel vertical y aplastar uno o más creeps. Si una manzana cae más que su propia altura, se rompe y desaparece. El Sr. Do también puede ser aplastado por la caída de una manzana que causa la pérdida de vidas.
De vez en cuando, los que se arrastran se transforman brevemente en monstruos multicolores más poderosos que pueden atravesar el suelo. Si uno de estos cava a través de una cereza, deja menos cerezas (y menos puntos) para que el Sr. Do las recoja. Cuando se cava debajo de una manzana, a menudo se aplasta, otros se arrastran y/o el Sr. Do.
Cada vez que la puntuación pasa un cierto umbral durante el juego (5000 puntos), una letra de la palabra "EXTRA" aparece en el campo de juego como un Alphamonster, y el jugador puede derrotar o ser derrotado por este monstruo de la misma manera que un monstruo. Derrotar a un Alphamonster otorga esa carta al jugador, y reunir las cinco letras de la palabra completa el nivel, pasa a una escena de corte del tema a Astro Boy y otorga al jugador una vida extra. Los Alphamonsters intentan comer cualquier manzana que encuentren, lo que hace que sean difíciles (pero no imposibles) de triturar.
Los creeps engendran en el centro de la pantalla. Después de que todos hayan aparecido, el generador se convertirá en un alimento; recogiendo esto obtiene puntos de bonificación, congela a todos los que se arrastran, y llama a un Alphamonster y tres monstruos azules grandes. Este último también puede comer manzanas. Los creeps permanecen congelados (pero siguen siendo mortales) hasta que el jugador derrota a los tres monstruos azules, derrota al Alphamonster (en cuyo caso, todos los monstruos azules restantes se convierten en manzanas), pierde una vida o completa el escenario.
En raras ocasiones, dejar caer una manzana revelará un diamante que, si se recolecta en unos 15 segundos, completa el nivel y otorga un crédito de bonificación al jugador (así como 8000 puntos), lo que le permite jugar un juego gratis. (Esta característica es relativamente poco común entre los videojuegos de arcade, aunque es una característica estándar de muchas máquinas de pinball).

## Puertos
Mr. Do! se trasladó a Atari 2600, computadoras Atari de 8 bits, ColecoVision, Apple II, MSX, Tomy Tutor y Commodore 64. En 1983, Tomy lanzó una versión de pantalla de cristal líquido.
En la adaptación de ColecoVision, el alphamonster y los compañeros no pueden comer manzanas, lo que hace que sean más fáciles de triturar, pero los monstruos azules se comen los arbustos y las cerezas. Además, si un alfamonestro está sobre una letra que ya ha sido adquirida, los monstruos de dinosaurios simplemente se congelan durante unos segundos.

## Legado
Mr. Do! fue seguido por tres secuelas: Mr. Do's Castle en 1983 (también conocido como Mr. Do vs. The Unicorns), Mr. Do's Wild Ride and Do! Run Run ambos en 1984.
Una versión ampliada de 99 niveles de Mr. Do! fue desarrollado para las arcades por Electrocoin en 1989.
Una versión completamente nueva del juego, Neo Mr. Do !, fue desarrollada por Visco y licenciada por Universal para el sistema Neo Geo de SNK en 1997.
Mr. Do! se adaptó a la Game Boy de Nintendo y a Super Famicom/SNES, proporcionando algunas características nuevas de juego.
En 1999 se lanzó una nueva adaptación del juego para Game Boy Color, titulada Quest: Fantasy Challenge. Fue desarrollado por Imagineer y publicado por Sunsoft. Se marca como un juego de la serie "Quest" en lugar de Mr. Do!
La versión arcade debutó en la consola virtual de Wii en Japón el 27 de abril de 2010.

### Clones
- Digger (MS-DOS, 1983)
- Magic Meanies'" (ZX Spectrum, 1983)
- Henri (Computadoras Atari 8-bits, 1984)[6]
- Fruity Frank (Amstrad CPC and MSX, 1984)
- Mr. Dig (Computadoras Atari 8-bits, Commodore 64, y Tandy CoCo, 1984)[7]
- Mr. Ee (BBC Micro, 1984)
- Mr. Wiz (Acorn Electron/BBC Micro, 1984)

## Recepción crítica
En el lanzamiento, Famicom Tsūshin anotó la versión Super Famicom del juego con un 25 de 40. Los cuatro revisores de Electronic Gaming Monthly le dieron un 4.875 de 10. ¡Todos, excepto Dan Hsu, sintieron que el Sr. Do! tiene un juego divertido, pero criticaron la falta de mejoras en lo que era un juego de más de una década, y recomendaron que los jugadores solo lo obtuvieran si se lanzaba a un precio significativamente menor que el precio normal de venta al por menor de un cartucho SNES. Su última característica en juegos de 16 bits informó que, contrariamente a lo que esperaban, el juego tenía un precio de más de $ 50.